# Pulau Kemuning
Pulau Kemuning is een bestuurslaag in het regentschap Ogan Komering Ulu Selatan van de provincie Zuid-Sumatra, Indonesië. Pulau Kemuning telt 793 inwoners (volkstelling 2010).